# ابن عبد الحق
صَفِيُّ الدِّينِ أَبُو الْفَضَائِلِ عَبْدُ الْمُؤْمِنِ بْنُ عَبْدِ الْحَقِّ بْنِ عَبْدِ اللَّهِ بْنِ عَلِيِّ بْنِ مَسْعُودِ بْنِ شَمَائِلَ الْقَطِيعِيُّ الْبَغْدَادِيُّ الْحَنْبَلِيُّ ويُعرف اختصارًا بـ ابن عبد الحق أو عبد المؤمن القطيعي (جمادى الآخرة 658 – 10 صفر 739هـ / 1260 – 1338م) هو عالم، من أهل بغداد.
هو عبد المؤمن بن عبد الحق، ابن شمائل القطيعي البغدادي، الحنبلي، صفيّ الدين. مولده ووفاته في بغداد. كان يضرب به المثل في معرفة الفرائض.

## آثاره
تنسب إليه المصنفات الاتية:
- «مراصد الاطلاع على أسماء الأمكنة والبقاع» اختصر به معجم البلدان لياقوت. وقد نسب آخرون هذا الكتاب إلى ياقوت نفسه، بينما نسبه آخرون إلى جلال الدين السيوطي.[9]
- «تحقيق الأمل في علمي الأصول والجدل».
- «اللامع المغيث في علم المواريث».
- «شرح المحرر» لمجد الدين ابن تيمية.
- «اختصار تاريخ الطبري».
- «منتهى أهل الرسوخ في ذكر من أروي عنه من الشيوخ»، وقد ذكر الزركلي من مصنفاته «معجم» في رجال الحديث، ولعل المقصود به هذا الكتاب.[10]